# Кирхентеллинсфурт
Кирхентеллинсфурт (нем. Kirchentellinsfurt) — община в Германии, в земле Баден-Вюртемберг. 
Подчиняется административному округу Тюбинген. Входит в состав района Тюбинген.  Население составляет 5592 человека (на 31 декабря 2010 года). Занимает площадь 11,0 км².